# Explode Together: The Dub Experiments 78-80
Explode Together: The Dub Experiments 78-80 (1990) è la quarta raccolta di brani degli XTC.

## Il disco
Quarta compilation della band di Swindon, pubblicato nel 1990, è la ristampa in CD di Go+, l'EP in omaggio assieme alle prime 15 000 copie della stampa inglese dell'album Go2, e il disco con gli esperimenti dub di Partridge pubblicato come Mr. Partridge e dal titolo Take Away/The Lure of Salvage.

## Tracce
Parte I (Go+)
1. Dance with Me, Germany (Andy Partridge) – 3:31
2. Beat the Bible (Partridge) – 2:17
3. A Dictionary of Modern Marriage (Partridge) – 2:37
4. Clap Clap Clap (Colin Moulding/Partridge) – 2:27
5. We Kill the Beast (Moulding/Partridge) – 2:19

Parte II (Take Away)
1. Commerciality (Partridge) – 3:08
2. The Day They Pulled the North Pole Down (Moulding/Partridge) – 3:50
3. The Forgotten Language of Light (Partridge) – 4:17
4. Steam Fist Futurist (Partridge) – 3:09
5. Shore Leave Ornithology (Another 1950) (Partridge) – 5:32
6. Cairo (Partridge) – 1:52

Parte III (The Lure of Salvage)
1. The Rotary (Partridge) – 3:21
2. Madhattan (Moulding/Partridge) – 3:17
3. I Sit in the Snow (Partridge) – 3:12
4. Work Away Tokyo Day (Moulding/Partridge) – 4:05
5. New Broom (Moulding/Partridge) – 5:27